# Volkswagen Passat NMS
El Volkswagen Passat NMS (anteriormente conocido como el New Midsize Sedan Volkswagen  en fase de desarrollo) es un automóvil de turismo del segmento D presentado en el salón del automóvil de Detroit de 2011 y fabricado por la compañía Volkswagen. Sustituye a la anterior generación del Passat B6 en América del norte. También se vende en Corea del Sur y China.
Es más similar al Volkswagen Jetta, más que al Passat B7, es más grande que el Passat y de un precio estimado de U$D20.000. Fue diseñado por Walter da Silva, jefe de diseño italiano para el Grupo Volkswagen, y Klaus Bischoff, jefe de diseño alemán de la marca Volkswagen.

## Motorizaciones
Las motorizaciones para América del norte son: Motor 5cil 2.5 litros de 170HP, Motor V6 3.6 litros de 280 HP, Motor 2.0 litros TDI y un 1.8 litros TSI de 170HP (sólo EE.UU).